# Schoolhouse Blizzard

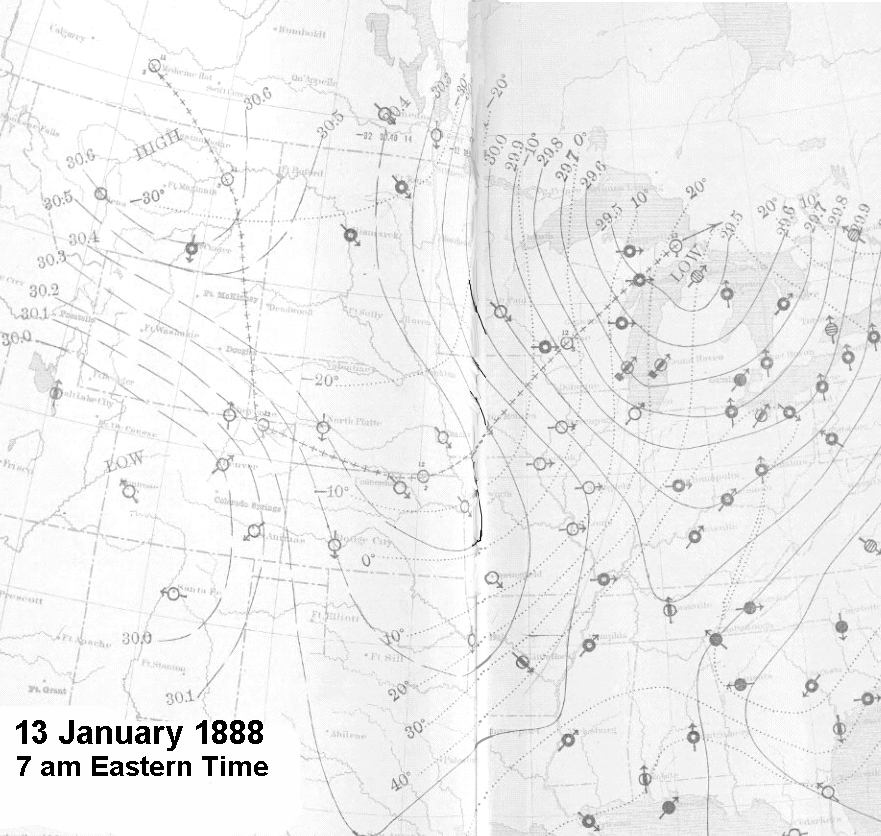
Karta

Snöstormen Schoolhouse Blizzard, även kallad Schoolchildren's Blizzard, School Children's Blizzard eller Children's Blizzard, slog till mot Stora slätterna (Great Plains) i USA den 12 januari 1888. Snöstormen kom oväntat på en dag som inledningsvis var relativt varm för årstiden. Många människor överraskades av det snabbt försämrade vädret, inklusive många barn i små landsbygdsskolor. Sammanlagt omkom 235 personer till följd av ovädret.